# Иловайский, Алексей Васильевич
Алексе́й Васи́льевич Илова́йский 3-й (1767 — 28 января 1842, Новочеркасск) — герой Отечественной войны 1812 года, войсковой атаман Донского казачьего войска (1821—1827), генерал-лейтенант (1827), кавалер ордена Святого Георгия 3-й степени.

## Биография
Выходец из рода Иловайских, давшего России множество казачьих генералов, Алексей Иловайский родился в 1767 году на Дону и в 1776 году был записан в службу есаулом.
Служил на Царицынской (1776—1778), Бугской (1781—1782) и Кавказской (1784—1786) пограничных линиях, где неоднократно участвовал в пограничных стычках с неприятелем. 
В ходе Русско-турецкой войны 1787—1792 годов служил под началом А. В. Суворова и Н. В. Репнина. Отличился в сражениях при Фокшанах, при Рымнике (за Рымник получил чин премьер-майора), при штурме Измаила (где был тяжело ранен; за Измаил был произведён в подполковники), в Мачинском сражении. 
В 1794 году был произведён в полковники, в 1798 году в — генерал-майоры. В том же году вышел в отставку, и вернулся на службу только десять лет спустя (1808) с назначением членом войсковой канцелярии Донского казачьего войска. 
В ходе Отечественной войны 1812 года, генерал-майор Иловайский, в качестве походного атамана, являлся одним из ближайших соратников войскового атамана М. И. Платова. В сражении под Малоярославцем Иловайский захватил у неприятеля 11 пушек и до 200 пленных. 
В бою под Городнёй Иловайский был максимально близок к тому, чтобы захватить в плен императора Наполеона. Эти события, в сочетании с поражением при Малоярославце, повлияли на решение императора французов повернуть обратно на Старую Смоленскую дорогу. 
При преследовании отступающих французов по Старой Смоленской дороге, Иловайский у Колоцкого монастыря принудил неприятеля оставить 26 орудий со снарядами и несколько сот ружей. Затем он с успехом участвовал в боях под Гжатском, под Вязьмой, под Дорогобужем, при Духовщине (где отбил 36 орудий), при занятии Ярцевской переправы, освобождении Ковно и в преследовании неприятеля до Данцига.
За боевые отличия в ходе Отечественной войны 1812 года Иловайский 25 марта 1813 года был награждён орденом Святого Георгия 3-й степени за № 283:
В воздаяние отличного мужества и храбрости, оказанных в сражениях при преследовании французских войск от Малоярославца до Немана
Когда выяснилось, что у Иловайского не было к тому времени 4-й степени ордена (награждения орденом Святого Георгия осуществлялись последовательно от низшей степени к высшей), то три дня спустя (26 марта) ему была вручен и орден Святого Георгия 4-й степени за № 1190.
В ходе Заграничных походов Иловайский в 1813 году участвовал во во взятии Эльбинга, Мариенвердера и Мариенбурга, находился при блокаде Штетина, Торгау и Магдебурга, сражался при Денневице.
В 1820 году Иловайский был назначен членом комитета для устройства Донского казачьего войска, а в 1821 году был произведён в генерал-лейтенанты и назначен наказным (войсковым) атаманом Донских казаков. В 1827 году, за критику генерал-адъютанта А. И. Чернышёва, был снят со своей должности. 12 сентября 1831 года окончательно вышел в отставку. 
Скончался в Новочеркасске 28 января 1842 года. В городе Ростове-на-Дону одна из улиц носит имя героя.

## Награды
Российской империи:
- Золотое оружие «За храбрость»
- Орден Святой Анны 1-й степени (13 февраля 1813)
- Орден Святого Владимира 2-й степени (21 апреля 1823)
- Орден Святого Александра Невского (22 августа 1826)

Иностранных государств:
- Орден Красного Орла (1807, королевство Пруссия)[3]